# Mercato delle Erbe (Bologna)
Il Mercato delle Erbe è un mercato ortofrutticolo nel centro storico di Bologna, costruito agli inizi del XX secolo.

## Storia
L'edificio fu progettato dagli ingegneri Arturo Carpi e Gioacchino Luigi Mellucci nel 1910, per ospitare le treccole, le bancarelle dei commercianti ambulanti che erano state allontanate da Piazza Maggiore. L'edificio fu gravemente danneggiato dai bombardamenti della seconda guerra mondiale e fu riaperto dopo gravosi lavori di ristrutturazione solo nel 1949.
Nel tempo la conformazione dell'isolato e dell'intero quartiere è profondamente cambiata, in particolare nel secondo dopoguerra, con la costruzione di numerosi edifici su cui il mercato ora si appoggia. Scomparsa l'iniziale apertura principale sulla Piazzetta San Gervasio (in cui si trovava la Statua di Ugo Bassi, ora ricollocata nella omonima via) ora il mercato si appoggia su edifici risalenti agli anni 50 e 60 del XX secolo.
L'interno presenta una pianta a croce greca ed una copertura costruita in ferro e vetro.
Dal 2014, dopo la ristrutturazione di alcune aree del mercato, sono attivi all'interno della struttura anche ristoranti, bar, pizzerie, friggitorie e paninoteche.